# Terrateig
Terrateig é um município da Espanha na província de Valência, Comunidade Valenciana. Tem 6,3 km² de área e em 2021 tinha 276 habitantes (densidade: 43,8 hab./km²).

## Demografia
| Variação demográfica do município entre 1991 e 2004 | Variação demográfica do município entre 1991 e 2004 | Variação demográfica do município entre 1991 e 2004 | Variação demográfica do município entre 1991 e 2004 |
| --------------------------------------------------- | --------------------------------------------------- | --------------------------------------------------- | --------------------------------------------------- |
| 1991                                                | 1996                                                | 2001                                                | 2004                                                |
| 200                                                 | 195                                                 | 225                                                 | 393                                                 |